# Curculigo breviscapa
Curculigo breviscapa är en enhjärtbladig växtart som beskrevs av Sing Chi Chen. Curculigo breviscapa ingår i släktet Curculigo, och familjen Hypoxidaceae. Inga underarter finns listade i Catalogue of Life.